# Bernd Salzberger
Bernd Salzberger (* 1956 oder 1957) ist ein deutscher Internist, Infektiologe und Hochschullehrer. Von 2001 bis 2024 war er Leiter des Bereichs Klinische Infektiologie am Universitätsklinikum Regensburg.

## Werdegang
Bernd Salzberger studierte in den Jahren von 1977 bis 1987 Mathematik und Medizin an den Universitäten Bonn und Köln. Ab 1987 absolvierte er die Weiterbildung zum Internisten  an der Medizinischen Poliklinik des Kölner Universitätsklinikums (damaliger Leiter Werner Kaufmann) und wurde 1990 zum Dr. med. promoviert.
Von 1992 bis 2001 war er an der Klinik I für Innere Medizin tätig, unterbrochen durch einen Forschungsaufenthalt am Fred Hutchinson Cancer Research Center in Seattle (USA) in den Jahren 1995 und 1996. Im selben Jahr erhielt er die Anerkennung als Facharzt für Innere Medizin und wurde zum Oberarzt ernannt. Bernd Salzberger habilitierte sich 1999.
2001 wechselte er an das Universitätsklinikum Regensburg und wurde zum Professor ernannt. In Regensburg leitete er bis zum Eintritt in den Ruhestand 2024 den Bereich Klinische Infektiologie.
Von 2019 bis 2023 war Salzberger Vorsitzender der Deutschen Gesellschaft für Infektiologie (DGI).

## Veröffentlichungen  (Auswahl)
- Bernd Salzberger (Hrsg.): Therapie-Handbuch Infektionskrankheiten und Impfungen. München, Elsevier 2023. ISBN 978-3-437-23817-8
- Maria Vehreschild, Gerd Fätkenheuer, Leif Erik Sander, Christoph Lübbert, Siegbert Rieg, Georg Ertl, Bernd Salzberger. Infektiologie – eine neue Facharztdisziplin in Deutschland. Dtsch Med Wochenschr 2024; 149(09): 533-536[9]